# Novi (Pàvlovskaia)
Novi - Новый (rus) - és un khútor del krai de Krasnodar, a Rússia. És a la vora del riu Sossika, afluent del Ieia, a 10 km a l'est de Pàvlovskaia i a 137 km al nord-est de Krasnodar. Pertany a la stanitsa de Pàvlovskaia.